# طرامواي الرباط - سلا
طرامواي الرباط - سلا هو وسيلة للنقل العمومي الحضري، ويخدم مدينتي الرباط وسلا في المغرب.

## تاريخ
عرفت مدينتي الرباط وسلا نُموا كبيرا في عدد السكان، وبالتالي إزداد الطلب على النقل بشكل كبير، مما تطلب إعادة تنظيم وسائل النقل، والتفكير في إحداث طرامواي يربط بين المدينتين من أجل تحسين حركة المرور مع الحفاظ على جودة الحياة والبيئة وتعزيز تطوير النشاط الاقتصادي في المنطقة. هذا المشروع هو امتداد لعدة دراسات سابقة، والتي خلصت إلى ضرورة إحداث طرامواي الرباط سلا. وفي هذا السياق، تم إطلاق وكالة تهيئة ضفتي أبي رقراق، لتكون المكلفة والمسؤولة عن تنفيذ هذا المشروع بشراكة مع الجماعات المحلية للرباط وسلا. وفي 23 دجنبر 2007، أعطى الملك محمد السادس إنطلاقة أشغال مشروع طرامواي الرباط سلا.
تم إحداث خطين لطرامواي الرباط - سلا، وخلال هذا المشروع، تم غرس الأشجار على طول مسار مرور الطرامواي، وتحديث الإنارة العمومية، والشوارع، ومسارات جديدة للراجلين، ومواقف للسيارات، وإعادة تطوير الساحات الرمزية. وتغطي الشبكة أهم الأقطاب الحضرية التي تشهد كثافة عالية من حيث عدد السكان وتنقلاتهم (الأحياء الجامعية، المستشفيات، الإدارات، مركزا المدينتين، أهم المحطات الطرقية والسككية). وفي 18 ماي 2011، دشن الملك محمد السادس رسمياً طرامواي الرباط سلا بطول 19.5 كم و31 محطة.

## الشبكة والخطوط

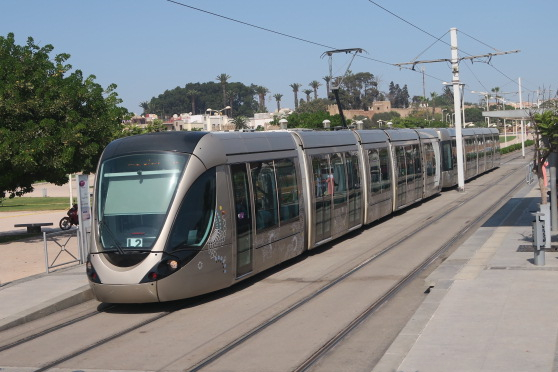
طرامواي الرباط سلا

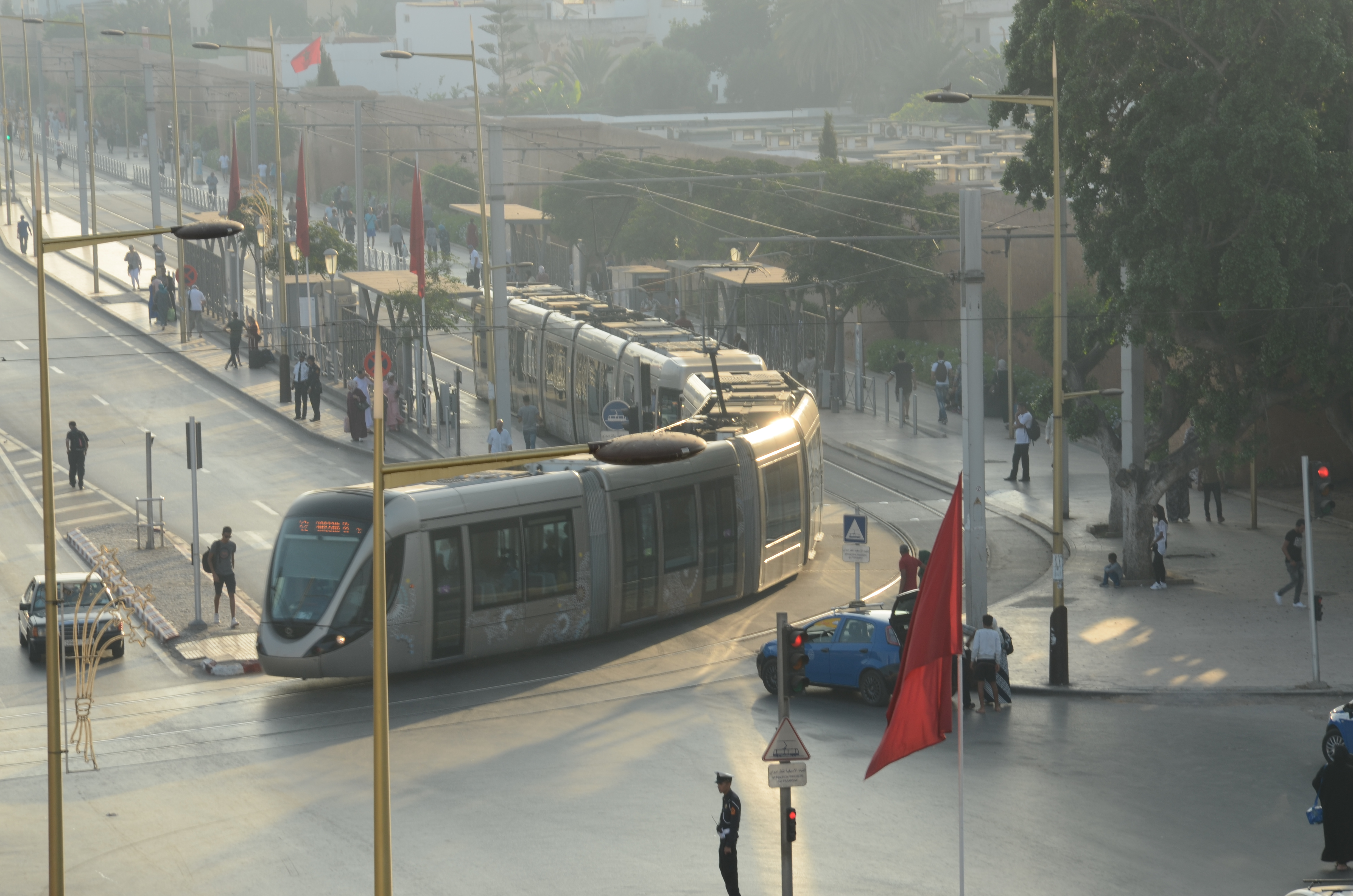
طرامواي الرباط سلا

### الخطوط
- الخط رقم 1: حي كريمة (سلا) - مدينة العرفان (الرباط)
- الخط رقم 2: مستشفى مولاي عبد الله (سلا) - يعقوب المنصور (الرباط)

### التوقيت
يشتغل خطي الطرامواي 1 و 2 من الساعة السادسة صباحاً إلى الساعة العاشرة ليلا.

### التردد
إبتداءاً من 1 أكتوبر 2021
| الأيام                |                                           | الخط رقم 1 | الخط رقم 2 |
| --------------------- | ----------------------------------------- | ---------- | ---------- |
| من الإثنين إلى الجمعة | من السابعة صباحاً إلى العاشرة والنصف صباحاً | 7 دقائق    | 9 دقائق    |
| من الإثنين إلى الجمعة | من العاشرة صباحاً إلى الثامنة ليلاً         | 9 دقائق    | 9 دقائق    |
| من الإثنين إلى الجمعة | من الثامنة ليلاً إلى العاشرة ليلاً          | 20 دقيقة   | 20 دقيقة   |
|                       |                                           |            |            |
| السبت                 | من السابعة صباحاً إلى الثامنة ليلاً         | 10 دقائق   | 10 دقائق   |
| السبت                 | من الثامنة ليلاً إلى العاشرة ليلاً          | 20 دقيقة   | 20 دقيقة   |
|                       |                                           |            |            |
| الأحد وأيام العطل     | من السابعة صباحاً إلى الثالثة زوالاً        | 20 دقيقة   | 20 دقيقة   |
| الأحد وأيام العطل     | من الثالثة زوالاً إلى العاشرة ليلاً         | 15 دقيقة   | 20 دقيقة   |

### قيد الإنشاء
توجد دراسات لربط مدينة تمارة أيضا بالطرامواي.

## الخدمات

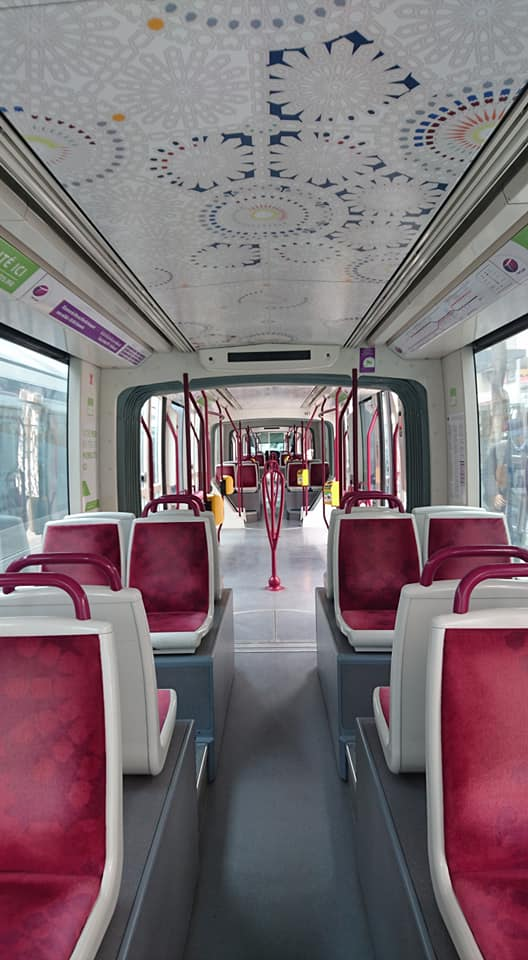
مقصورة طرامواي الرباط سلا

### الاشتراكات
يُمكن التسجيل في اشتراك إرتياح، بالنسبة للزبناء أو الطلبة الذين يتنقلون عدة مرات في اليوم الطرامواي.
- اشتراك إرتياح: صالح في جميع شبكات الطرام، يتيح هذا الاشتراك حرية التنقل عبر شبكات الطرامواي، كما يسمح بالقيام بأسفار غير محدودة طوال مدة الاشتراك. يتم تحميله على بطاقة إلكترونية شخصية تحمل اسم صاحبها وهي غير قابلة للاستعمال من قبل شخص آخر. يجب التأشير بانتظام على البطاقة بمجرد الصعود على متن الطرامواي، حتى في حالة المراسلات. وأسعار هذا الاشتراك هي: شهري 250 درهم - فصلي 700 درهم - نصف سنوي 1350 درهم - سنوي 2500 درهم.
- اشتراك إرتياح الطالب: هذا الاشتراك مخصص للطلاب والتلاميذ في القطاع العام والخاص الذين لا تتعدى أعمارهم 26 سنة. ويتيح هذا الاشتراك حرية التنقل عبر شبكات الطرامواي، كما يسمح بالقيام بأسفار غير محدودة طوال مدة الاشتراك. يتم تحميله على بطاقة إلكترونية شخصية تحمل اسم صاحبها وهي غير قابلة للاستعمال من قبل شخص آخر. يجب التأشير بانتظام على البطاقة بمجرد الصعود على متن الطرامواي، حتى في حالة المراسلات. وأسعار هذا الاشتراك هي: شهري 150 درهم - فصلي 420 درهم - نصف سنوي 810 درهم - سنوي 1500 درهم.

### طرام بس
هي خدمة للنقل تسمح للزبناء باستخدام الطرامواي والحافلة بتذكرة واحدة، وقد بدأت هذه الخدمة رسمياً في نونبر 2019. وتتيح هذه الخدمة لجميع الزبناء الاستفادة من رحلة بواسطة الطرامواي والحافلة بتذكرة ''طرام بس'' واحدة فقط مقابل 8 دراهم عوض 11 درهم، ويتعلق الأمر بعرض يدمج بين شبكة الطرامواي بأكملها وبخط الحافلات الجديد، الذي تم إنشاؤه خصيصا لهذا الغرض، حيث سيربط هذا الأخير بين حي الوفاق بتمارة ومحطة الرباط أكدال مرورا بحي الرياض في الرباط.

### طرام موبيل
أعلنت شركة طرامواي الرباط - سلا عن إطلاق تطبيق طرام موبيل، والذي يمكن تحميله على الهاتف، ابتداء من 11 أكتوبر 2021. ويتيح هذا التطبيق لزبناء الطرامواي، اقتناء التذاكر أو الاشتراكات والتحقق من صحتها باستخدام الهاتف، كل ذلك بطريقة آمنة وموثوقة وإلكترونية.